# Liste der Fahnenträger der arubaischen Mannschaften bei Olympischen Spielen
Die Liste der Fahnenträger der arubaischen Mannschaften bei Olympischen Spielen listet chronologisch alle Fahnenträger arubaischen Mannschaften bei den Eröffnungs- (EF) und Abschlussfeiern (AF) Olympischer Spiele auf.

## Liste der Fahnenträger

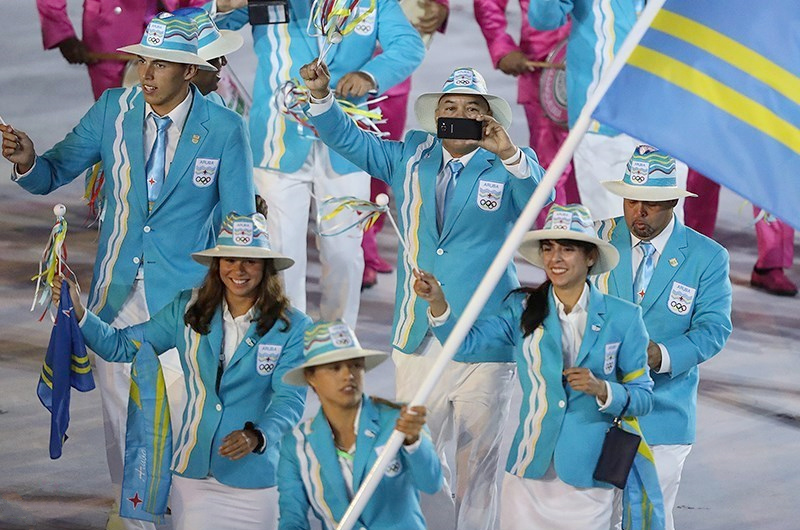
Einzug der Mannschaft aus Aruba (2016)

| Mannschaft             | Veranstaltung | Fahnenträger (EF)     | Fahnenträger (AF)     |
| ---------------------- | ------------- | --------------------- | --------------------- |
| 1988 in Seoul          | Sommerspiele  | Bito Maduro           |                       |
| 1992 in Barcelona      | Sommerspiele  | Lucien Dirksz         |                       |
| 1996 in Atlanta        | Sommerspiele  | Junior Faro           |                       |
| 2000 in Sydney         | Sommerspiele  | Richard Rodriguez     |                       |
| 2004 in Athen          | Sommerspiele  | Roshendra Vrolijk     | Pierre de Windt       |
| 2008 in Peking         | Sommerspiele  | Fiderd Vis            | Jan Roodzant          |
| 2012 in London         | Sommerspiele  | Jemal le Grand        | Jayme Mata            |
| 2016 in Rio de Janeiro | Sommerspiele  | Nicole van der Velden | Nicole van der Velden |
| 2020 in Tokio          | Sommerspiele  | Allyson Ponson        | Volunteer             |
| 2020 in Tokio          | Sommerspiele  | Mikel Schreuders      | Volunteer             |
| 2024 in Paris          | Sommerspiele  | Chloë Farro           | Shanayah Howell       |
| 2024 in Paris          | Sommerspiele  | Mikel Schreuders      | Ethan Westera         |

Anmerkung: (EF) = Eröffnungsfeier, (AF) = Abschlussfeier

## Statistik
| Rang    | Sportart       | EF | AF | ∑  |
| ------- | -------------- | -- | -- | -- |
| 1       | Schwimmen      | 6  | 1  | 7  |
| 2       | Judo           | 2  | 1  | 3  |
| 2       | Segeln         | 1  | 2  | 3  |
| 4       | Leichtathletik | 1  | 1  | 2  |
| 4       | Radsport       | 1  | 1  | 2  |
| 6       | Gewichtheben   | 1  | 0  | 1  |
| 6       | Volunteer      | 0  | 1  | 1  |
| Gesamt: | Gesamt:        | 12 | 7  | 19 |

| Rang                   | Sportart | EF | AF | ∑ |
| ---------------------- | -------- | -- | -- | - |
| bisher keine Teilnahme |          |    |    |   |
| Gesamt:                | Gesamt:  | 0  | 0  | 0 |

| Rang    | Sportart       | EF | AF | ∑  |
| ------- | -------------- | -- | -- | -- |
| 1       | Schwimmen      | 6  | 1  | 7  |
| 2       | Judo           | 2  | 1  | 3  |
| 2       | Segeln         | 1  | 2  | 3  |
| 4       | Leichtathletik | 1  | 1  | 2  |
| 4       | Radsport       | 1  | 1  | 2  |
| 6       | Gewichtheben   | 1  | 0  | 1  |
| 6       | Volunteer      | 0  | 1  | 1  |
| Gesamt: | Gesamt:        | 12 | 7  | 19 |